# Er was een oorlogsschip
Het lied 'Er was een oorlogsschip', een Nederlands volksliedje en kinderliedje, is een leugenlied, waarin vreemde en ongeloofwaardige mensen, zaken en gewoonten aan de orde komen.
De oudste vindplaatsen van dit liedje in de Nederlandse Liederenbank van het Meertens Instituut stammen uit het einde van de negentiende eeuw. Het Friese liedboekje In doaze fol alde snypsnaren, samengesteld door Waling Dykstra en T.G. van der Meulen (Franeker, 1882) vermeld als incipit: 'Ik kwam laest in een stad, / Ik kwam laetst in een stad / Alwaer ik sofeel wonderen sach'. De handschriftcollectie van Nynke van Hichtum, verzameld in de periode 1904-1938, bevat vijf varianten van het liedje, met onder meer de beginregels: 'Daar was een oorlogsschip (bis) / Dat boven in de wolken zat'; 'Ik kwam laatst in een stad (bis) / Alwaar ik zooveel wondren zag'; en 'Er was een oorlogsschip (bis) / Dat was al op een duimpje na gezonken op een klip (bis)'.
Door de herhalingen is het geschikt om met een groep te zingen als nazingliedje: één persoon zingt een regel, de rest van de groep zingt die na. Een enkele bron geeft aan dat het liedje wel werd gebruikt bij het spelletje pandverbeuren (waarbij iedereen een voorwerp inlevert als onderpand; om dit terug te krijgen moet een kleine opdracht worden uitgevoerd). Om beurten moet iedereen hierbij een leugen verzinnen die door de groep gezongen kan worden, om zijn pand terug te krijgen.